# Okręg wyborczy Gorton
Okręg wyborczy Gorton (ang. Division of Gorton) – jednomandatowy okręg wyborczy do Izby Reprezentantów Australii, położony na zachodnich przedmieściach Melbourne. Został ustanowiony w 2004 roku, jego patronem jest były premier Australii John Gorton. Od początku swego istnienia okręg jest nieprzerwanie reprezentowany przez Brendana O’Connora z Australijskiej Partii Pracy.